# Vĩnh Tường (huyện)
Vĩnh Tường là một huyện nằm ở phía tây nam của tỉnh Vĩnh Phúc, Việt Nam.

## Địa lý
Huyện Vĩnh Tường nằm ở phía tây nam của tỉnh Vĩnh Phúc, cách thành phố Vĩnh Yên khoảng 29 km về phía tây nam, cách trung tâm thủ đô Hà Nội khoảng 50 km, có vị trí địa lý:
- Phía đông giáp huyện Yên Lạc và huyện Tam Dương
- Phía tây giáp thành phố Việt Trì, tỉnh Phú Thọ và huyện Ba Vì, thành phố Hà Nội
- Phía nam giáp thị xã Sơn Tây và huyện Phúc Thọ thuộc thành phố Hà Nội
- Phía bắc giáp huyện Lập Thạch.

Huyện có diện tích 144,01 km², dân số năm 2019 là 205.345 người, mật độ dân số đạt 1.446 người/km².

## Hành chính
Huyện Vĩnh Trường có 20 đơn vị hành chính cấp xã trực thuộc, bao gồm 3 thị trấn: Vĩnh Tường (huyện lỵ), Thổ Tang, Tứ Trưng và 17 xã: An Nhân, Chấn Hưng, Đại Đồng, Kim Xá, Lũng Hòa, Luơng Điền, Nghĩa Hưng, Ngũ Kiên, Sao Đại Việt, Tân Phú, Thượng Trưng, Tuân Chính, Vĩnh Phú, Vĩnh Thịnh, Vũ Di, Yên Bình, Yên Lập.

## Lịch sử

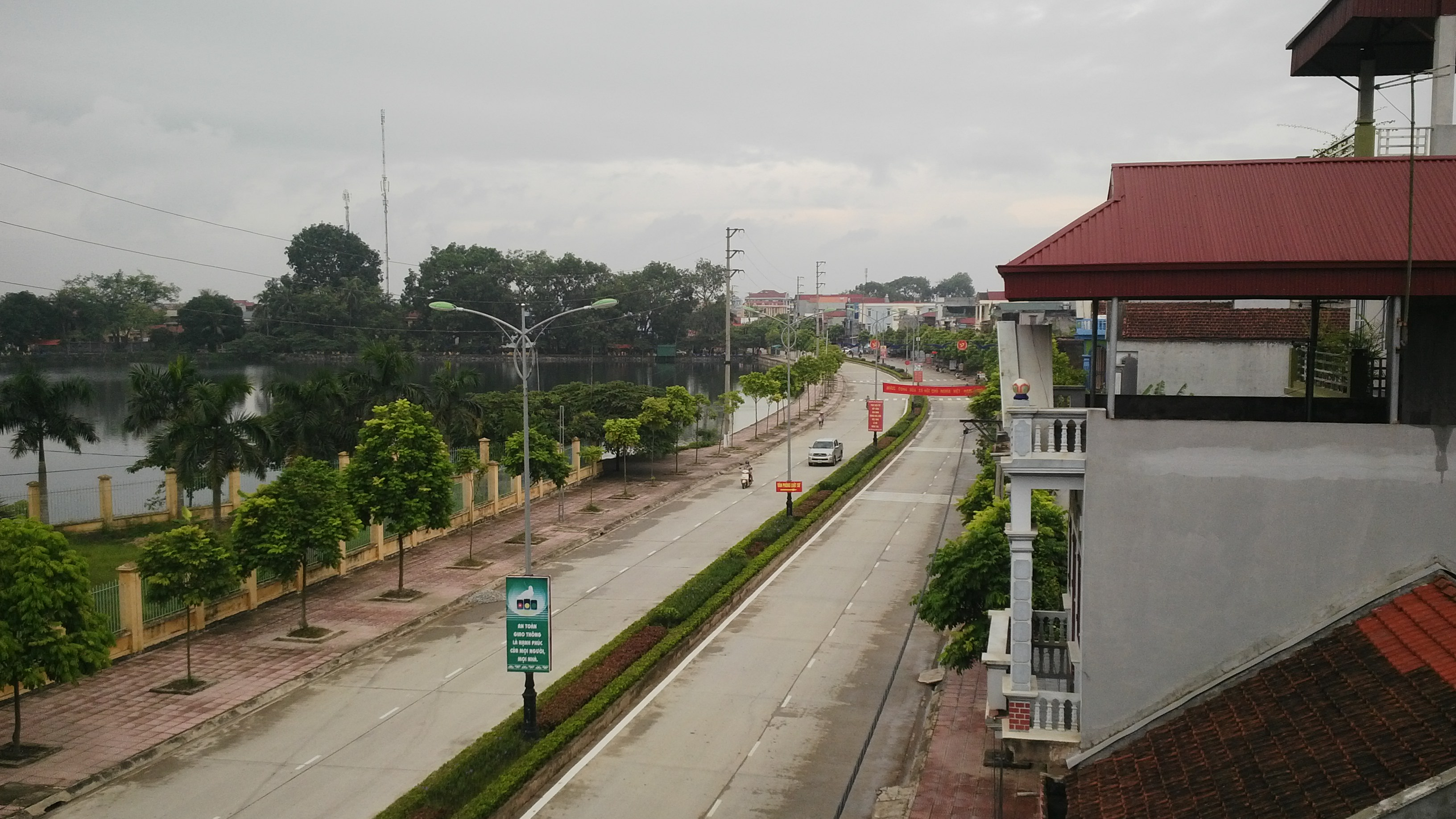
Một góc thị trấn Vĩnh Tường

Địa danh Vĩnh Tường được hình thành và thay đổi qua nhiều thời kỳ lịch sử. Thời các Vua Hùng, Vĩnh Tường thuộc bộ Văn Lang. Dưới thời thuộc Hán, Vĩnh Tường thuộc quận Giao Chỉ. Sang thời thuộc Đường, Vĩnh Tường là trung tâm của vùng đất Phong Châu. Vùng đất ấy mang địa danh Vĩnh Tường phủ đặt từ năm Minh Mệnh thứ 3 (1822) triều Nguyễn. Đời xưa, có tên là Phong Châu với nghĩa là đỉnh vùng đất bãi - đỉnh tam giác của đồng bằng châu thổ sông Hồng.
Đời Trần gọi là Tam Đái lộ (Tam Đái). Đến cuối đời Trần đặt thành Tam Giang - lấy tên ngã ba sông Bạch Hạc mà đặt ra.
Thời thuộc Minh (1407 - 1427) gọi là châu Tam Đái.
Đời Lê Thánh Tông đặt là phủ Tam Đái, gồm 6 huyện: An Lãng, An Lạc (đời Nguyễn kiêng huý chữ “An”, đọc là "Yên"), Bạch Hạc, Tân Phong (về sau kiêng huý đổi gọi là "Tiên Phong"), Lập Thạch và Phù Ninh (Nhà Lê kiêng huý, đổi gọi là "Phù Khang").
Đến năm Cảnh Hưng thứ 3 (1742), cắt huyện Tiên Phong về phủ Quảng Oai, phủ Tam Đái chỉ còn 5 huyện (Yên Lãng, Yên Lạc, Bạch Hạc, Lập Thạch và Phù Khang). Đầu đời Gia Long, vẫn để nguyên như thế.
Năm Minh Mệnh thứ 2 đổi gọi là phủ Tam Đa.
Năm Minh Mệnh thứ 3 đổi gọi là phủ Vĩnh Tường.
Năm Minh Mệnh thứ 11 (1830), cắt huyện Phù Ninh về phủ Đoan Hùng và lấy huyện Tam Dương của phủ Đoan Hùng thuộc về phủ Vĩnh Tường.
Năm Minh Mệnh thứ 13 (1832), cắt 2 huyện Yên Lãng, Yên Lạc lập thành phân phủ Vĩnh Tường, kiêm huyện Yên Lãng, thống hạt huyện Yên Lạc. Phủ Vĩnh Tường còn lại 3 huyện (Bạch Hạc, Lập Thạch và Tam Dương), kiêm lý huyện Bạch Hạc, thống hạt 2 huyện lập Thạch và Tam Dương.
Phủ thành Vĩnh Tường đặt ở địa phận xã Văn Trưng (nay là thị trấn Tứ Trưng). Đến năm Minh Mệnh thứ 12 (1831), chuyển lên đặt ở 2 xã Bồ Điền, Huy Ngạc (này là thị trấn Vĩnh Tường).
Năm 1899, thực dân Pháp cho thành lập tỉnh Vĩnh Yên gồm phủ Vĩnh Tường và các huyện Yên Lạc, Tam Dương, Lập Thạch và Bình Xuyên. Lúc này, phủ Vĩnh Tường là một đơn vị độc lập thuộc tỉnh Vĩnh Yên gồm có 8 tổng (Đồng Phú, Đồng Vệ, Hưng Lục, Kiên Cương, Lương Điền, Tăng Đố, Thượng Trưng, Tuân Lộ) với 78 làng xã.
Năm 1907, bỏ huyện Bạch Hạc (gồm 2 tổng Mộ Chu và Nghĩa Yên với 14 xã) nhập vào phủ Vĩnh Tường.
Năm 1927, phủ Vĩnh Tường gồm 10 tổng (Đồng Phú, Đồng Vệ, Hưng Lục, Kiên Cương, Lương Điền, Mộ Chu, Nghĩa Yên, Tăng Đố, Thượng Trưng và Tuân Lộ) với 85 làng xã. Trong đó, một số tổng và các làng xã ở Vĩnh Tường có ít nhiều thay đổi.
Sau năm 1945, phủ Vĩnh Tường đổi thành huyện Vĩnh Tường thuộc tỉnh Vĩnh Yên.
Năm 1950, Chính phủ nước Việt Nam Dân chủ cộng hòa quyết định hợp nhất hai tỉnh Vĩnh Yên và Phúc Yên thành tỉnh Vĩnh Phúc. Huyện Vĩnh Tường được giữ nguyên, gồm 28 xã: An Tường, Bình Dương, Bồ Sao, Cao Đại, Chấn Hưng, Đại Đồng, Kim Xá, Lũng Hòa, Lý Nhân, Nghĩa Hưng, Ngũ Kiên, Phú Đa, Phú Thịnh, Tam Phúc, Tân Cương, Tân Tiến, Thổ Tang, Thượng Trưng, Tứ Trưng, Tuân Chính, Vân Xuân, Việt Xuân, Vĩnh Ninh, Vĩnh Sơn, Vĩnh Thịnh, Vũ Di, Yên Bình và Yên Lập.
Năm 1968, sáp nhập 2 tỉnh Vĩnh Phúc và Phú Thọ thành tỉnh Vĩnh Phú, huyện Vĩnh Tường thuộc tỉnh Vĩnh Phú.
Ngày 5 tháng 7 năm 1977, Hội đồng Chính phủ ban hành Quyết định số 178-CP sáp nhập huyện Vĩnh Tường với huyện Yên Lạc thành huyện Vĩnh Lạc thuộc tỉnh Vĩnh Phú. Riêng 2 thôn Mộ Chu Hạ và Lang Đài thuộc xã Bồ Sao được sáp nhập vào thị trấn Bạch Hạc của thành phố Việt Trì (nay là phường Bạch Hạc).
Ngày 7 tháng 10 năm 1995, Chính phủ nước ban hành Nghị định số 63-CP chia huyện Vĩnh Lạc thành hai huyện Vĩnh Tường và Yên Lạc. Khi tách ra, huyện Vĩnh Tường có 28 xã.
Ngày 23 tháng 11 năm 1995, thành lập thị trấn Vĩnh Tường, thị trấn huyện lỵ huyện Vĩnh Tường trên cơ sở 282,62 ha diện tích tự nhiên và 4.171 người của xã Vũ Di; 3,348 ha diện tích tự nhiên của xã Tứ Trưng.
Ngày 6 tháng 11 năm 1996, tỉnh Vĩnh Phúc được tái lập từ tỉnh Vĩnh Phú, huyện Vĩnh Tường thuộc tỉnh Vĩnh Phúc.
Ngày 2 tháng 4 năm 2007, chuyển xã Thổ Tang thành thị trấn Thổ Tang.
Ngày 23 tháng 3 năm 2009, chuyển xã Tứ Trưng thành thị trấn Tứ Trưng.
Ngày 1 tháng 2 năm 2020, sáp nhập xã Phú Thịnh (diện tích 2.04km2, dân số 3.597 người) và xã Tân Cương (diện tích 2,32km2, dân số 3.647 người). Tên gọi mới là xã Tân Phú, diện tích 4,36km2, dân số 7.244 người..
Ngày 14/11/2024 Ủy ban Thường vụ Quốc hội ban hành Nghị quyết 1287/NQ-UBTVQH15 về việc sắp xếp đơn vị hành chính cấp xã của tỉnh Vĩnh Phúc giai đoạn 2023-2025. Theo đó, từ ngày 01/01/2025 các đơn vị hành chính cấp xã của tỉnh được sắp xếp như sau:
Thành lập xã Sao Đại Việt trên cơ sở nhập toàn bộ diện tích tự nhiên là 2,80 km2, quy mô dân số là 5.054 người của xã Việt Xuân, toàn bộ diện tích tự nhiên là 2,60 km2, quy mô dân số là 4.054 người của xã Bồ Sao và toàn bộ diện tích tự nhiên là 5,90 km2, quy mô dân số là 6.300 người của xã Cao Đại. Sau khi thành lập, xã Sao Đại Việt có diện tích tự nhiên là 11,30 km2 và quy mô dân số là 15.408 người.
Nhập toàn bộ diện tích tự nhiên là 3,00 km2, quy mô dân số là 7.932 người của xã Tân Tiến vào xã Đại Đồng. Sau khi nhập, xã Đại Đồng có diện tích tự nhiên là 8,20 km2 và quy mô dân số là 19.826 người.
Thành lập xã An Nhân trên cơ sở nhập toàn bộ diện tích tự nhiên là 2,90 km2, quy mô dân số là 6.272 người của xã Lý Nhân và toàn bộ diện tích tự nhiên là 5,40 km2, quy mô dân số là 10.820 người của xã An Tường. Sau khi thành lập, xã An Nhân có diện tích tự nhiên là 8,30 km2 và quy mô dân số là 17.092 người.
Thành lập xã Lương Điền trên cơ sở nhập toàn bộ diện tích tự nhiên là 3,30 km2, quy mô dân số là 6.652 người của xã Vân Xuân và toàn bộ diện tích tự nhiên là 7,60 km2, quy mô dân số là 15.783 người của xã Bình Dương. Sau khi thành lập, xã Lương Điền có diện tích tự nhiên là 10,90 km2 và quy mô dân số là 22.435 người.
Thành lập xã Vĩnh Phú trên cơ sở nhập toàn bộ diện tích tự nhiên là 4,70 km2, quy mô dân số là 5.352 người của xã Vĩnh Ninh và toàn bộ diện tích tự nhiên là 6,40 km2, quy mô dân số là 6.431 người của xã Phú Đa. Sau khi thành lập, xã Vĩnh Phú có diện tích tự nhiên là 11,10 km2 và quy mô dân số là 11.783 người.
Nhập toàn bộ diện tích tự nhiên là 3,30 km2, quy mô dân số là 6.455 người của xã Vĩnh Sơn vào thị trấn Thổ Tang. Sau khi nhập, thị trấn Thổ Tang có diện tích tự nhiên là 8,60 km2 và quy mô dân số là 24.989 người.
Nhập toàn bộ diện tích tự nhiên là 3,20 km2, quy mô dân số là 4.509 người của xã Tam Phúc vào thị trấn Vĩnh Tường. Sau khi nhập, thị trấn Vĩnh Tường có diện tích tự nhiên là 6,50 km2 và quy mô dân số là 12.289 người.
Ngày 1 tháng 7 năm 2025, sau khi hoàn thành sắp xếp đơn vị hành chính cấp xã, huyện Vĩnh Tường chính thức bị giải thể để thực hiện chính quyền địa phuơng 2 cấp, không tổ chức cấp huyện.

## Kinh tế
Là một nơi được coi là mảnh đất trăm nghề nên Vĩnh Tường có rất nhiều làng nghề truyền thống, làng nghề mới, nghề phụ. Các ngành nghề nổi tiếng ở mảnh đất trăm nghề này đó là:
- Làng nghề mộc Vân Giang (An Nhân)
- Làng nghề mộc Văn Hà (An Nhân)
- Nghề làm bún Hòa Loan (Lũng Hòa)
- Làng mộc truyền thống Bích Chu (An Nhân)
- Làng đậu phụ Rùa thôn Thượng (Tuân Chính)
- Làng mộc truyền thống Thủ Độ (An Nhân)
- Buôn bán hàng hóa, nông sản... Thổ Tang
- Cơ khí, vận tải thủy Việt An (Sao Đại Việt)
- Làng nghề cá chép đỏ Phủ Yên (Yên Lập)
- Buôn bán hoa quả, nông sản Đại Đồng
- Làng thu gom phế liệu Yên Thịnh (Lương Điền)
- Nghề trồng dâu nuôi tằm Yên Lập
- Làng nghề nuôi rắn, chế biến rắn Vĩnh Sơn (thị trấn Thổ Tang)
- Làng nghề bánh cuốn, bún Tân An (Ngũ Kiên)
- Nghề làm hương Nghĩa Lập (Nghĩa Hưng)
- Nghề gói bánh chưng Diệm Xuân (Sao Đại Việt)
- Nghề mộc thôn Kim Đê (An Nhân)
- Làng nghề rèn Bàn Mạch (Lý Nhân)
- Chăn nuôi bò sữa Vĩnh Thịnh
- Nghề làm mỳ, bún thôn Chùa (Sao Đại Việt)
- Buôn bán phụ kiện điện thoại, phế liệu Bắc Trại (Lương Điền).

-Tỉnh Vĩnh Phúc có 22 Nghệ Nhân Làng Nghề thì chỉ tính riêng huyện Vĩnh Tường đã có 15 Nghệ Nhân thuộc các làng nghề là:
1.Nghệ nhân Trần Văn Long - xã Lý Nhân
2. Nghệ nhân Nguyễn Văn Khích - xã Lý Nhân
3. Nghệ nhân Phùng Văn Dích - xã An Tường
4. Nghệ nhân Kiều Đức Nghĩa - xã An Tường
5. Nghệ nhân Phùng Văn Dục - xã An Tường
6. Nghệ nhân Phùng Văn Vàng - xã An Tường
7. Nghệ nhân Dương Văn Điếm - xã An Tường
8. Nghệ nhân Nguyễn Văn Khen - xã An Tường
9. Nghệ nhân Phạm Văn Trường - xã An Tường
10. Nghệ nhân Trần Văn Kiềng - xã Lý Nhân
11. Nghệ nhân Nguyễn Hữu Đoan - xã Lý Nhân
12. Nghệ nhân Nguyễn Văn Trọng - xã Lý Nhân
13. Nghệ nhân Trương Văn Dung - xã An Tường
14. Nghệ nhân Vũ Mạnh Hùng - xã Vĩnh Sơn
15. Nghệ nhân Nguyễn Văn Thịnh - xã Vĩnh Sơn.

## Xã hội
Trên địa bàn huyện có 4 trường Trung học phổ thông và 1 TT GDTX. Trong đó THPT Lê Xoay và THPT Nguyễn Viết Xuân luôn lọt Top đầu các trường Trung học phổ thông có kết quả thi đại học tốt nhất cả nước trong suốt nhiều năm.

### Các trường THPT, TT GDTX
- THPT Lê Xoay
- THPT Nguyễn Viết Xuân
- THPT Nguyễn Thị Giang
- THPT Đội Cấn
- TTGDTX Vĩnh Tường

## Dân số
Huyện Vĩnh Tường có diện tích đất tự nhiên 14.401,55 ha (141,899 km²), trong đó: đất nông nghiệp: 9.208,15 ha, đất phi nông nghiệp: 4.980,43 ha. Sau tái lập năm 1996 có số dân là 180.110 người. Đến năm 2010; dân số tăng lên: 196.886 người, trong đó: dân số đô thị: 26.031 người, dân số nông thôn: 170.855 người (theo Niên giám thống kê năm 2010 của Chi cục Thống kê huyện Vĩnh Tường). Dân tộc kinh 196.712 người, chiếm 99,91%; dân tộc Tày 103 người, chiếm 0,05%; dân tộc Thái 71 người, chiếm 0,04%.
Bảng: Dân số huyện Vĩnh Tường giai đoạn 2004 - 2010
(Đơn vị: Người)
| Năm Dân số | 2004    | 2005    | 2006    | 2007    | 2008    | 2009    | 2010    |
| Thành Thị  | 3.959   | 4.074   | 4.286   | 5.169   | 19.434  | 25.069  | 26.031  |
| Nông thôn  | 187.275 | 189.480 | 191.306 | 192.081 | 179.484 | 164.096 | 170.855 |
| Tổng       | 191.234 | 193.554 | 195.592 | 197.250 | 198.918 | 189.165 | 196.886 |

## Nhân Vật Nổi Tiếng
- Nhà cách mạng-Thủ lĩnh Việt Nam Quốc dân đảng Nguyễn Thái Học.
- Bí thư tỉnh ủy Vĩnh Yên Lê Xoay.
- Anh hùng lực lượng vũ trang nhân dân Nguyễn Viết Xuân.
- Nguyễn Văn Giáp (1837-1887), một lãnh tụ, một danh tướng xuất sắc trong phong trào Cần Vương chống Pháp ở vùng Tây Bắc cuối thế kỉ XIX.
- Đội Cấn, một thủ lĩnh trong cuộc binh biến chống chính quyền thực dân Pháp tại Thái Nguyên năm 1917.
- Anh hùng lực lượng vũ trang nhân dân Bùi Anh Tuấn (Anh hùng Liệt sĩ).
- Anh hùng lực lượng vũ trang nhân dân Nguyễn Văn Thoa, người đã lập thành tích đặc biệt xuất sắc bắn hạ 13 máy bay Mỹ - Ngụy tại chiến trường miền Đông Nam Bộ.
- Anh hùng lực lượng vũ trang nhân dân Chu Văn Khâm.
- Anh hùng lực lượng vũ trang nhân dân Nguyễn Văn Thực.
- Anh hùng lực lượng vũ trang nhân dân Bùi Tiến Hợp.
- Anh hùng lao động Nguyễn Văn Tần.
- Vũ Hồng Khanh, là một nhà cách mạng và chính khách Việt Nam. Ông là một trong các lãnh tụ của Việt Nam Quốc dân đảng.
- Hà Hùng Cường Nguyên Bộ Trưởng Bộ Tư Pháp.
- Đào Trọng Lịch, Tổng Tham mưu trưởng thứ 8 của Quân đội nhân dân Việt Nam
- Nguyen Văn Đức (1923-2002) là Thượng tướng Công an nhân dân Việt Nam và chính trị gia người Việt Nam. Ông từng là Thứ trưởng Bộ Nội vụ, Ủy viên Ban Chấp hành Trung ương Đảng Cộng sản Việt Nam khóa V, VI, Bí thư Tỉnh ủy Yên Bái, Lạng Sơn, Hà Tuyên.
- Lê Minh Thái, Trung Tướng, Giáo Sư-Tiến Sĩ, Giám Đốc Học Viện Kỹ Thuật Quân Sự.
- Lê Duy Thành, cựu Chủ tịch UBND tỉnh Vĩnh Phúc.
- Nguyễn Văn Trì, cựu Chủ tịch UBND tỉnh Vĩnh Phúc.
- Nguyễn Ngọc Phi, Ông từng là Thứ trưởng Bộ Lao động Thương binh và Xã hội Việt Nam.Chủ tịch UBND tỉnh Vĩnh Phúc nhiệm kì 2004-2011.
- Nguyễn Văn Sơn (Tuyên Quang),Chủ tịch UBND tỉnh Tuyên Quang nhiệm kỳ 2016-2021.
- Phan Huy Ngọc, Chủ tịch UBND tỉnh Hà Giang.
- Nguyễn Văn Hoa, là thẩm phán cao cấp người Việt Nam. Ông hiện giữ chức vụ Chánh án Tòa án nhân dân tỉnh Vĩnh Phúc.
- Phan Bá Dân là một sĩ quan cấp cao trong Quân đội nhân dân Việt Nam, hàm Thiếu tướng, nguyên Phó Chủ nhiệm Tổng cục Hậu cần
- Phan Văn Tiến, là thẩm phán cao cấp người Việt Nam. Ông hiện giữ chức vụ Chánh án Tòa án nhân dân tỉnh Yên Bái.
- Phùng Thị Thường, là nữ đại biểu quốc hội Việt Nam khóa XIV nhiệm kì 2016-202.
- Phan Thái, là một tướng lĩnh, sĩ quan cấp cao, quân hàm Thiếu tướng Quân đội nhân dân Việt Nam, Nguyên phó chủ nhiệm kiêm tham mưu trưởng Tổng cục kỹ thuật.
- Lê Mạnh Khởi, Thiếu tướng Công an nhân dân Việt Nam, Nguyên phó tổng cục trưởng - tổng cục hậu cần kỹ thuật, Bộ Công an Việt Nam.
- Nguyễn Viết Nhung, PGS.TS, Thầy Thuốc Nhân Dân, Giám đốc Bệnh viện phổi Trung ương. Chủ Tịch Hội Phổi Việt Nam.
- Trịnh Văn Quyết, Doanh Nhân, Tỷ Phú Người giàu nhất sàn chứng khoán Việt Nam năm 2016, Cựu Chủ tịch Tập đoàn FLC và Bamboo Airways.
- Lê Ngọc Trinh, một nữ tướng thời Hai Bà Trưng trong lịch sử Việt Nam.
- Nguyễn Văn Chất (1421 -?), thi đỗ Hoàng giáp (sau là Đệ nhị giáp tiến sĩ) khoa Mậu Thìn niên hiệu Thái Hòa năm thứ 6 đời vua Lê Nhân Tông (1448), ông làm quan tới chức thượng thư Bộ Hộ.
- Nguyễn Tiến Sách (1638 - 1697), đỗ Đệ tam giáp đồng Tiến sĩ xuất thân khoa Canh Tuất, niên hiệu Cảnh Trị, đời vua Lê Huyền Tông (1670). Năm Tân Mùi (1691). Giữ chức Tả Thị lang bộ Binh, Sau khi mất, ông được phong tặng. Đặc tiến kim tử vinh lộc đại phu, Thượng thư bộ Công, Trưng Đường Tử, ban thụy hiệu là Đôn Chất Tiên sinh.
- Tô Thế Huy (1666 - ?),đỗ Đệ tam giáp đồng Tiến sĩ xuất thân khoa Đinh Sửu, niên hiệu Chính Hòa (1697) đời vua Lê Hy Tông; giữ các chức Hữu Thị lang, phó sứ đoàn sang triều Thanh tuế cống, Tả Thị lang bộ Lễ, Tả Thị lang bộ Công.
- Bùi Hoàng (1505- 1592) thi đỗ đệ nhị giáp tiến sĩ xuất thân khoa Mậu Tuất niên hiệu Đại Chính thứ 09 đời vua Mạc Dăng Dung danh sách còn trên bia Văn Miếu Hà Nội.
- Phí Văn Thuật (1609 - ?) Đi thi Hương mới một lần, ông đã đỗ ngay Giải nguyên ở khoa năm Kỷ Mão 1639. Năm Canh Thìn dự thi Hội (1640), đỗ Hội nguyên, rồi dự kì thi đỗ Đình nguyên Hoàng giáp. Làm quan đến chức Tự khanh ở Thái bộc tự, được ban tước Nam, lấy chữ "Trưng” trong tên quê là: Trưng Thọ Nam, người đời suy tôn là ông "Tứ nguyên" (bốn lần đều đỗ đầu).
- Đỗ Thanh Bình, thiếu tướng quân đội nhân dân Việt Nam, nguyên tư lệnh binh chủng đặc công.
- Lê Thị Luân, Giáo Sư-Tiến Sĩ, Người Việt Nam phát minh ra vắc xin Rota phòng bệnh tiêu chảy ở trẻ em.